# معياري (مفهوم)

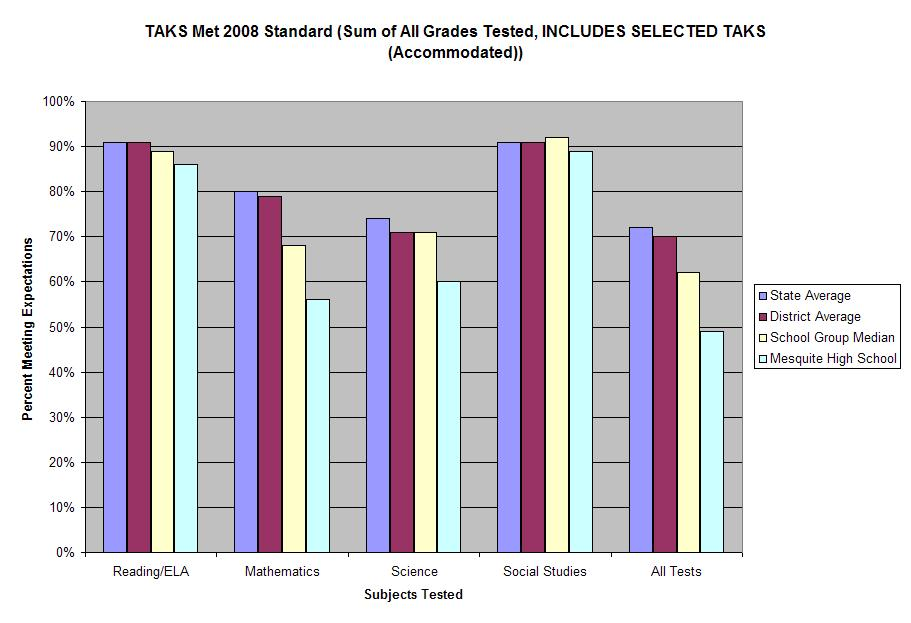

معياريّ تعني عمومًا ما يتعلق بمقياس تقييمي. المعيارية هي ظاهرة في المجتمعات البشرية تتمثل في وصف بعض الأفعال أو النتائج بأنها جيدة أو مرغوب فيها أو مسموح بها وغيرها بأنها سيئة أو غير مرغوب فيها أو غير مقبولة. المعيار في هذا المعنى المعياري يعني مقياسًا لإصدار الأحكام على السلوك أو النتائج أو تقييمها. تُستخدم معياري في بعض الأحيان أيضًا، بشكل مربك إلى حد ما، لتعني ما يتعلق بمقياس وصفي: القيام بما يقوم به الناس عادةً أو ما نتوقع من معظم الآخرين أن يفعلوه عمليًا. وبهذا المعنى، فإن المعيار ليس تقييميًا، أو أساسًا للحكم على السلوك أو النتائج؛ إنه ببساطة حقيقة أو ملاحظة حول السلوك أو النتائج، دون إصدار الأحكام. يحاول العديد من الباحثين في هذا المجال تقييد استخدام المصطلح معياري للمعنى التقييمي ويشيرون إلى وصف السلوك والنتائج بأنه إيجابي أو وصفي أو تنبؤي أو تجريبي.
معياري لها معانٍ متخصصة في تخصصات أكاديمية مختلفة مثل الفلسفة والعلوم الاجتماعية والقانون. في معظم السياقات، معياريّ تعني (ما يتعلق بتقييم أو حكم تقديري). تميل الافتراضات المعيارية إلى تقييم شيء ما أو إجراء ما. يختلف المحتوى المعياري عن المحتوى الوصفي.
شهدت إحدى التطورات الرئيسية في الفلسفة التحليلية انتشار المعيارية ووصولها إلى جميع جوانب المجال تقريبًا، بدءًا من الأخلاقيات وفلسفة العمل، وحتى نظرية المعرفة والميتافيزيقيا وفلسفة العلوم. أظهر شاول كريبك أن القواعد (بما في ذلك القواعد الرياضية، مثل تكرار النمط العشري) معيارية على هذا النحو المهم.

على الرغم من أن الفلاسفة يختلفون حول كيفية فهم المعيارية، أصبح من الشائع بشكل متزايد فهم الادعاءات المعيارية على أنها ادعاءات عن الأسباب. كما يشرح ديريك بارفيت:
«يمكن أن يكون لدينا أسباب للاعتقاد بشيء ما، أو لفعل شيء ما، أو لتحقيق رغبة أو هدف ما، أو لاتخاذ العديد من المواقف والعواطف الأخرى، مثل الخوف والندم والأمل. تقدَّم الأسباب من خلال الحقائق، مثل حقيقة أن بصمات أصابع شخص ما على أحد الأسلحة، أو أن استدعاء سيارة إسعاف من شأنه أن ينقذ حياة شخص ما. من الصعب شرح مفهوم السبب أو معنى كلمة (السبب). تعطينا الحقائقُ الأسبابَ، ربما عندما تبرّر موقفنا، أو تصرفنا بطريقة ما. لكن (تبرّر) تعني تقريبًا (تعطي سببًا لـ). وأفضل تفسير لمفهوم السبب هو المثال. أحد الأمثلة على ذلك هو أنه لدينا دائمًا سبب لرغبتنا في تجنّب المعاناة».

## الفلسفة
في الفلسفة، تقدّم العبارات المعيارية ادعاءات حول كيف ينبغي أو يجب أن تكون الأشياء، وكيف نقيّمها، وأيّ الأشياء جيدة وأيّها سيئة، وأيّ الأفعال صحيحة وأيّها خاطئة. عادة ما تتعارض الادعاءات المعيارية مع الادعاءات الإيجابية (أي الوصفية أو التفسيرية أو الإخبارية) عند وصف أنواع النظريات أو المعتقدات أو الافتراضات. العبارات الإيجابية هي عبارات (يُفترض أنها) واقعية تحاول وصف الواقع.
على سبيل المثال، «ينبغي أن يأكل الأطفال الخضروات»، و«أولئك الذين يضحون بالحرية من أجل الأمن لا يستحقون أيًّا منهما» هما ادعاءان معياريان. من ناحية أخرى، «تحتوي الخضروات على نسبة عالية نسبيًا من الفيتامينات» و«النتيجة الشائعة للتضحية بالحرية من أجل الأمن هي فقدان الاثنين» هما ادعاءان إيجابيان. أن تكون العبارة معيارية هو أمر مستقل منطقيًا عمّا إذا كانت مثبتة أو يمكن التحقّق منها أو سائدة.